# Georg Bernhard Leopold Zeller
Georg Bernhard Leopold Zeller (* 26. Dezember 1728 in Dessau; † 18. April 1803 in Neustrelitz) war ein deutscher Geiger, Kapellmeister und Komponist.

## Leben
Über Georg Zellers Herkunft ist wenig bekannt. Er erhielt seine musikalische Ausbildung wohl in Berlin und stand im Dienst des Markgrafen Friedrich Wilhelm von Brandenburg-Schwedt. Ab 1754 war er Violinist in der Kapelle des Prinzen Heinrich von Preußen im Schloss Rheinsberg.
1762 kam er an den herzoglichen Hof von Mecklenburg-Strelitz in Neustrelitz, wo er als Erster Violinist und Hofkapellmeister bis an sein Lebensende wirkte.
Er erwarb für die Hofkonzerte Werke von Georg Friedrich Händel, Joseph Haydn und Wolfgang Amadeus Mozart und etliche neue Instrumente. 1790 führte er Mozarts Don Giovanni auf.

## Werke
Zeller komponierte zahlreiche Werke zu höfischen Anlässen. Er schrieb zwölf Sinfonien, Violinkonzerte, Sonaten und Kirchenmusik. Erhalten sind auch drei Trauerkantaten zum Begräbnis der Herzoginwitwe Dorothea Sophie 1765 sowie Kantaten zum Geburtstag des Herzogs Adolf Friedrich IV. von Mecklenburg-Strelitz.
Zu kirchlichen Anlässen schrieb er Kompositionen zur Einweihung der neuen Orgel in der Jerusalemkirche in Berlin, zur Einweihung der Kirche in Stargard 1770 und 1778 zur Einweihung der Stadtkirche in Neustrelitz.
An dramatischen Werken sind erhalten:
- Polyxenia. Singspiel 1781
- Der ehrliche Räuber. Ein Schauspiel mit Gesang. Neubrandenburg: Korb 1785 (Digitalisat)
- Das Fest Germaniens. Vorspiel mit Gesang und Tanz zur Feier des hohen Beilagers der Durchlauchtigsten Prinzessin von Mecklenburg-Strelitz Therese Mathilde Amalia, mit des Erbprinzen von Thurn und Taxis Karl Alexander Durchlaucht. 1789
- Der Tempel der Freundschaft. Ein Vorspiel mit Gesang und Tanz zur Feier der glücklichen Ankunft … der Prinzessin Ulrike Sophie von Mecklenburg-Schwerin. 1795
- Kommt zur schönsten Feier wieder. Rezitativ und Arie 1800